# Hans Nylund
Hans Nylund (8 giugno 1939 – Valencia, 3 settembre 2017) è stato un calciatore norvegese, di ruolo centrocampista.

## Carriera

### Club
Rodvang giocò con la maglia del Lillestrøm e del Parigi, prima di trasferirsi al Lyn Oslo. Debuttò con questa casacca in data 26 aprile 1963, schierato nel pareggio per 1-1 in casa dello Skeid. Diede il proprio contributo per la vittoria del campionato 1964, al termine del quale lasciò il club.

### Nazionale
Nylund giocò una partita per la Norvegia, schierato titolare nel pareggio a reti inviolate contro l'Paesi Bassi.

## Palmarès

### Club

#### Competizioni nazionali
- Campionato norvegese: 1

Lyn Oslo: 1964